# Jhonny Rentería
Jhonny Rentería, född 26 mars 1997, är en friidrottare från Colombia. Hon deltog vid olympiska sommarspelen 2024.